# Вони воювали за Батьківщину (фільм, 1975)
«Вони воювали за Батьківщину» (рос. «Они сражались за Родину») — радянський широкоформатний художній фільм, знятий на кіностудії «Мосфільм» у 1975 році режисером Сергієм Бондарчуком за одноіменним романом Михайла Шолохова.

## Сюжет
Німецько-радянська війна. Дія фільму відбувається у липні 1942 року. На підступах до Сталінграду знекровлені, виснажені радянські війська ведуть важкі оборонні бої, зазнаючи значних втрат.
Невеликий стрілецький підрозділ під командуванням капітана Сумскова отримав наказ: під вогнем німецької авіації і артилерії забезпечити переправу через річку Дон радянських військових частин. Чотири дні стояли на смерть солдати Стрельцов, Лопахін, Звягінцев — люди мирних професій, яких війна змусила одягнути шинелі…

## Творці
- Автор сценарію та режисер-постановник — Сергій Бондарчук
- Головний оператор — Вадим Юсов
- Головний художник — Фелікс Ясюкевич
- Композитор і диригент — В'ячеслав Овчинніков
- Другий режисер — Володимир Досталь
- Звукооператор — Юрій Михайлов
- Монтажер — Олена Михайлова
- Другий режисер (паралельна група) — Анатолій Чемодуров
- Оператор, комбіновані зйомки (паралельна група) — Юрій Невський
- Художники-гримери — Михайло Чикірєв, Всеволод Желманов
- Художник по костюмам — Надія Бузіна
- Консультанти — Михайло Казаков, Сергій Харламов, Н. Петренко, В. Гур'єв
- Директор картини — Ігор Лазаренко

## Актори і ролі
- Василь Шукшин — Петро Федотович Лопахін (озвучив Ігор Єфимов).
- В'ячеслав Тихонов — Микола Стрельцов, вчорашній агроном.
- Сергій Бондарчук — Іван Звягінцев, колгоспний комбайнер.
- Георгій Бурков — Олександр Копитовський.
- Юрій Нікулін — Некрасов, рядовий.
- Іван Лапиков — Поприщенко, старшина.
- Микола Губенко — Голощоков, лейтенант.
- Микола Волков — Никифоров, рядовий.
- Андрій Ростоцький — Кочетигов, єфрейтор.
- Микола Шутько — Петро Лисиченко, кухар.
- Євген Самойлов — Марченко.
- Нонна Мордюкова — Наталія Степанівна.
- Інокентій Смоктуновський — хірург.
- Ірина Скобцева — старша медсестра.
- Ангеліна Степанова — стара козачка.
- Тетяна Божок — медсестра.
- Лідія Федосеєва-Шукшина — Глаша (озвучила Наталія Гундарева).
- Данило Ільченко — Лука Михайлович.